# Caden Clark
Caden Christopher Clark (Medina, 2003. május 27. –) amerikai labdarúgó, a Montréal játékosa. Anyja révén osztrák-magyar származású.

## Pályafutása
12 évesen a Minnesota Thunder ifjúsági csapatával egy meghívásos ifjúsági tornára Spanyolországba utazott, ahol teljesítményével a spanyol Barcelona játékosmegfigyelője felfigyelt rá. 14 évesen szülei beíratták a Barcelona amerikai akadémiájára. Pár évvel később a VfL Wolfsburg meghívta őt egy néhány napos vendégedzésre, de Sean McCafferty sportigazgató jelezte szülei felé, hogy hamarosan átveszi a New York Red Bulls akadémiájának irányítását veszi át és vinni magával. 2020 februárjában a New York Red Bulls tartalékcsapata szerződtette. Július 17-én mutatkozott be a Hartford Athletic elleni bajnoki mérkőzésen. Október 10-én megszerezte a klub a játékjogát a Minnesota United csapatától és felkerült az első csapatba. Másnap mutatkozott be góllal az élvonalban az Atlanta United ellen 1–0-ra megnyert mérkőzésen. Második bajnoki mérkőzésén a Toronto ellen ismét eredményes tudott lenni. 2021. június 24-ém bejelentették, hogy a német testvér csapat az RB Leipzig szerződtette, de a 2021-es szezont kölcsönbe befejezi amerikában. 2022. február 9-én meghosszabbították a kölcsönszerződését. 2023. szeptember 1-jén a dán Vendsyssel csapatába került kölcsön. Szeptember 7-én azt is bejelentették, hogy 2024. január 1-től a Minnesota United csapatába igazol kétévre. 2024. augusztus 8-án elcserélték a Montréal csapatával.

## Sikerei, díjai
- Amerikai Egyesült Államok U20
  - U20-as CONCACAF-bajnokság: 2022